# شهرستان اوتوگا (آلاباما)
شهرستان اوتوگا شهرستانی در ایالت آلاباما در کشور ایالات متحده آمریکا است.بنا بر سرشماری ۲۰۱۰ ایالات متحده آمریکا جمعیت این شهرستان بالغ بر ۵۴٬۵۷۱ نفر بوده است. مرکز شهرستان اوتوگا پرتویل، آلاباما است.

## شهرها
- میلبروک، آلاباما
- پرتویل، آلاباما

## شهرک‌ها
- آتوگاویل
- بیلینگزلی